# کانن ئی‌اواس ۸۰دی
کانن ئی‌اواس ۸۰دی (به انگلیسی: Canon EOS 80D) یک دوربین دیجیتال تک‌لنزی بازتابی است که در ۱۸ فوریهٔ ۲۰۱۶ توسط کانن معرفی شد. این دوربین را می‌توان بدون لنز (۱۲۰۰ دلار)، با لنز ۱۸–۵۵ (۱۳۵۰ دلار)، با لنز ۱۸–۱۳۵ (۱۸۰۰ دلار) یا با لنز ۱۸–۲۰۰ (۱۹۰۰ دلار) تهیه کرد.

## ویژگی‌های عمده
۸۰دی در مقایسه با برادر بزرگ‌تر خود ۷۰دی دچار تغییرات چشم‌گیری شده‌است. از جمله:
- سنسور جدید ۲۴٫۲ مگاپیکسلی dual-pixel
- ۴۵ نقطه فوکوس (از نوع کراس) در مقابل ۱۹ نقطه
- پردازندهٔ جدید DIGI6
- شاتر جدید برای کمک به کاهش ارتعاشات و لرزش دوربین
- Anti flicker (ضد سوسو زدن) ـ رهایی شاتر را می‌توان برای جبران سوسوی روشنایی الکتریکی استفاده کرد
- پوشش ۱۰۰ درصدی منظره‌یاب
- پشتیبانی از قابلیت NFC
- قابلیت ضبط ویدیو با کیفیت ۱۰۸۰p و ۶۰ فریم در ثانیه
- پشتیبانی از قابلیت HDR و قابلیت ضبط تایم‌لپس (نرم‌افزار جدید)
- کارایی بهتر در نور کم با طیف وسیعی از میزان نوردهی از ۳- تا ۱۸+
- افزایش عمر باتری از ۹۲۰ عکس در هر باتری به ۹۶۰ عکس در هر باتری
- جک خارجی ۳٫۵ میلیمتری میکروفون